# Aglaiocercus coelestis
El silfo celeste (Aglaiocercus coelestis), también denominado cometa colivioleta o cometa azul (en Colombia), silfo colivioleta (en Ecuador) o colibrí coludo bayo, es una especie de ave apodiforme de la familia Trochilidae (los colibríes) perteneciente al género Aglaiocercus. Es nativo de la pendiente del Pacífico del noroeste de América del Sur.

## Distribución y hábitat
Se distribuye por la vertiente occidental de la cordillera de los Andes desde el centro oeste de Colombia hacia el sur hasta el suroeste de Ecuador.
Esta especie es considerada un residente común en sus hábitats naturales: los bosques nubosos, los bordes de selvas húmedas, terrenos semiabiertos con matorrales y grupos de árboles desde 300 hasta 2100 m de altitud, más comúnmente hacia los 900 m s. n. m. Forrajea desde cerca del suelo ocasionalmente hasta las copas de los árboles, a lo largo de los bordes, de senderos y dentro del bosque.

## Descripción
En promedio, el macho mide 18 cm de longitud y la hembra 9.7 cm. El macho presenta plumaje verde brillante, con matices violeta en la garganta, grupa azulada y cola violeta metálica con puntas azules brillantes. La hembra tiene el dorso color verde; la corona azul brillante; garganta blanca con puntos verdes; pecho color crema; vientre canela rufo y cola verde oscuro azulado.

## Alimentación
Se alimenta del néctar de las flores. Busca alimento a baja altura. No acostumbra buscar flores en los árboles. También captura pequeños insectos en vuelo, desde una percha.

## Sistemática

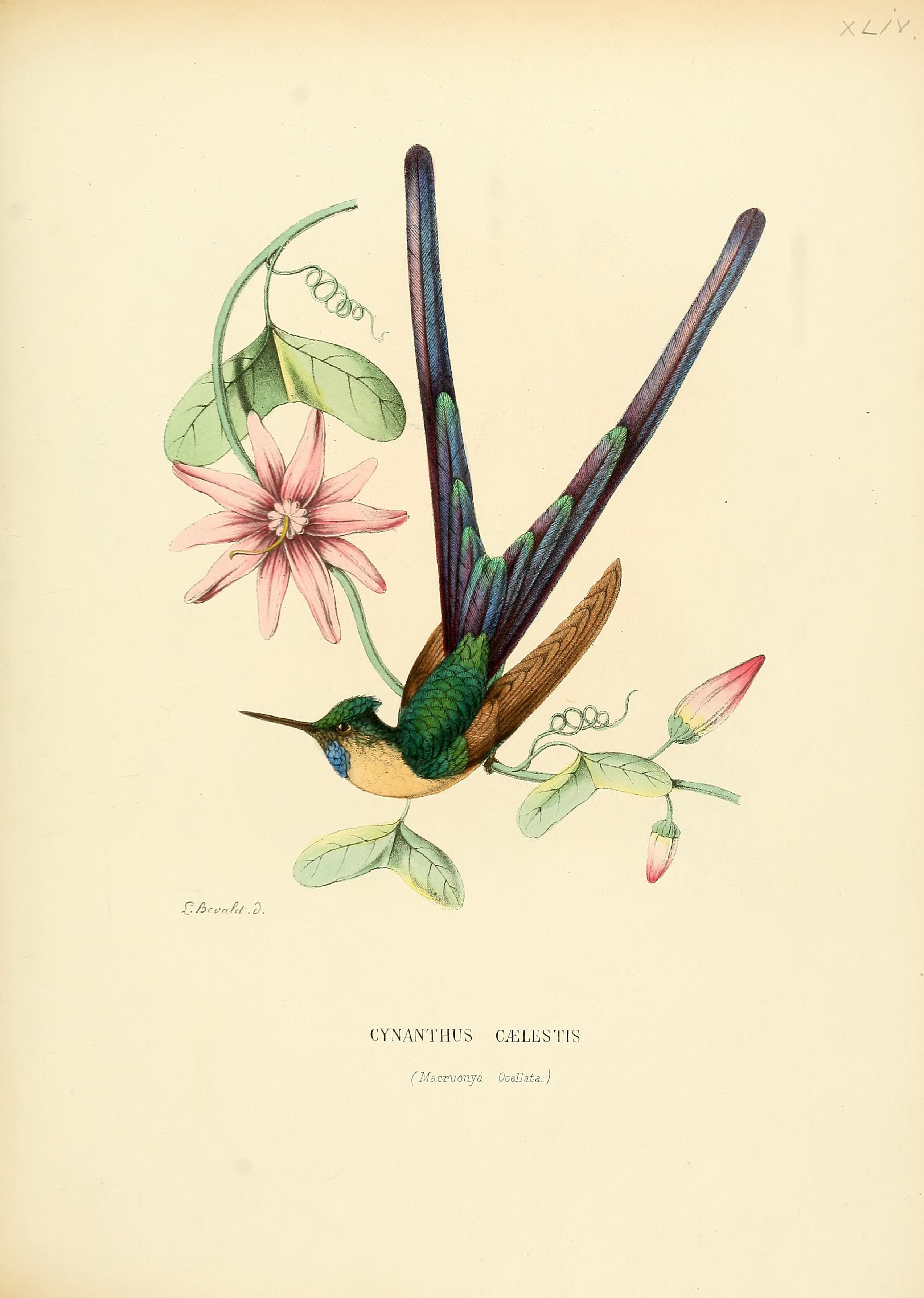
Cynanthus caelestis, ilustración de Louis Victor Bevalet en Histoire naturelle des oiseaux-mouches, ou, Colibris constituant la famille des trochilidés Supplement, 1861.

### Descripción original
La especie A. coelestis fue descrita por primera vez por el ornitólogo británico John Gould en 1861 bajo el nombre científico Cynanthus coelestis; su localidad tipo es: «Ecuador».

### Etimología
El nombre genérico masculino «Aglaiocercus» se compone de las palabras del griego «aglaia» que significa ‘esplendoroso’, ‘hermoso’, y «kerkos» que significa ‘cola’; y el nombre de la especie «coelestis», en latín significa ‘celestial’, ‘glorioso’.

### Taxonomía
Los límites de las especies dentro del género Aglaiocercus han sido fluidos y controvertidos en el pasado; en un extremo se consideró que todos los taxones representaban especies separadas, incluyendo la presente y las actualmente especies hermanas Aglaiocercus kingii y A. berlepschi y algunos otros actualmente tratados como subespecies de A. kingii (como emmae, caudatus y mocoa), y en otro extremo como siendo todos conespecíficos con A. kingii.
La subespecie propuesta A. coelestis pseudocoelestis (Simon), 1921, se considera un sinónimo de la nominal.

### Subespecies
Según las clasificaciones del Congreso Ornitológico Internacional (IOC) y Clements Checklist/eBird  se reconocen dos subespecies, con su correspondiente distribución geográfica:
- Aglaiocercus coelestis coelestis (Gould), 1861 – vertiente del Pacífico de los Andes de Colombia y norte y centro de Ecuador.
- Aglaiocercus coelestis aethereus (Chapman), 1925 – suroeste de Ecuador (al sur desde Zaruma, en El Oro, hasta el oeste de Loja).